# Leandro Vieira
Leandro Vieira (født 3. april 1979) er en tidligere brasiliansk fodboldspiller.